# Läufer (Schach)
Der Läufer (Unicode: ♗ U+2657, ♝ U+265D) ist eine Figur beim Schachspiel. Zusammen mit dem Springer gehört er zu den Leichtfiguren und zu den Offizieren. Das Symbol des Läufers ist die Mitra, hergeleitet von der englischen Bezeichnung der Schachfigur, „bishop“ (Bischof).
Zu Beginn einer Partie befinden sich zwei weiße und zwei schwarze Läufer auf dem Brett, jeweils einer neben der Dame und einer neben dem König. Der weiße Damenläufer steht zu Spielbeginn auf dem Feld c1, der schwarze auf c8. Der weiße Königsläufer steht zu Spielbeginn auf dem Feld f1, der schwarze auf f8.

## Zugmöglichkeiten und Wert
|   | a | b | c | d | e | f | g | h |   |
| 8 |   |   |   |   |   |   |   |   | 8 |
| 7 |   |   |   |   |   |   |   |   | 7 |
| 6 |   |   |   |   |   |   |   |   | 6 |
| 5 |   |   |   |   |   |   |   |   | 5 |
| 4 |   |   |   |   |   |   |   |   | 4 |
| 3 |   |   |   |   |   |   |   |   | 3 |
| 2 |   |   |   |   |   |   |   |   | 2 |
| 1 |   |   |   |   |   |   |   |   | 1 |
|   | a | b | c | d | e | f | g | h |   |

Ein Läufer kann sich diagonal über eine beliebige Anzahl von Feldern bewegen.
Läufer ziehen ausschließlich diagonal über das Brett, beliebig weit, nur nicht über andere Figuren hinweg. Damit sind Läufer langschrittige Figuren, die in einem Zug von einer Brettseite zu anderen gelangen können, wenn alle dazwischenliegenden Felder frei sind.
In der Grundposition stehen die zwei Läufer jedes Spielers auf einem weißen und einem schwarzen Feld. Da ein Läufer aufgrund seiner ausschließlich diagonalen Zugweise nur Felder gleicher Farbe erreichen kann, spricht man von dem weißfeldrigen bzw. schwarzfeldrigen Läufer. Für Weiß ist der Königsläufer der weißfeldrige, für Schwarz der Damenläufer.
Da jeder Läufer nur die Hälfte aller Felder erreichen kann, entspricht sein Wert mit drei Bauerneinheiten in etwa dem eines Springers, während der Turm, der alle Felder erreichen kann, einen um etwa ein bis zwei Bauerneinheiten höheren Wert hat. Diesen Wertunterschied bezeichnet man als Qualität.
Ein Läufer steht wirkungsvoll, wenn ihm viele Zugmöglichkeiten offenstehen. In offenen Stellungen ist der Läufer dem Springer wegen der größeren Reichweite meistens überlegen. Stark ist ein Läuferpaar, das in der Regel einem Springerpaar oder einem Läufer und Springer überlegen ist.

## Der Läufer in den drei Spielphasen

### In der Eröffnung
In der Anfangsphase einer Partie, der Eröffnung, ist man bestrebt, die Läufer möglichst schnell zu entwickeln, sie also in eine strategisch günstige Position zu bringen. Natürliche Entwicklungsfelder für die weißen Läufer sind b5 und g5, wo sie oft die gegnerischen Springer gegen die Dame oder den König fesseln, oder auch c4. Von diesem Feld aus visiert der weiße Läufer das Feld f7 an, das bei unachtsamer Entwicklung von Schwarz zu einer Schwachstelle werden kann. Siehe z. B. Schäfermatt und Seekadettenmatt. (Die entsprechenden Felder für die schwarzen Läufer sind b4, g4 und c5.) Oft werden Läufer auch nur nach e2/e7 bzw. d2/d7 entwickelt, um die Fesselung eines Springers aufzuheben. Eine Alternative zur Positionierung der Läufer in der Nähe des Zentrums ist das Fianchettieren, d. h. das Aufstellen der Läufer an den Flanken, was einerseits eine defensivere Variante darstellt, aber andererseits auch langfristig auf Kontrolle des Zentrums ausgerichtet ist.
In vielen Eröffnungen ist die Entwicklung des schwarzen Damenläufers gehemmt, z. B. in der Französischen Verteidigung oder im abgelehnten Damengambit, in beiden Fällen durch den Bauern e6.

### Im Mittelspiel
Nach der Eröffnungsphase, im Mittelspiel, können ungleichfarbige Läufer im Angriff auf den gegnerischen König zusammen mit Dame
und/oder Turm von Vorteil sein, weil der Angreifer praktisch eine Figur im Vorteil ist (wenn der Läufer schwache Felder oder Bauern angreift, kann der gegnerische Läufer sie nicht verteidigen). Eine ausgezeichnete Position stellen für Läufer die Felder vor rückständigen Bauern dar; hier können sie nur schwer angegriffen werden und leisten einen hervorragenden Beitrag für eigene Angriffsbemühungen.

### Im Endspiel
Das Mattsetzen mit zwei Läufern und König gegen König ist unproblematisch (siehe Elementare Mattführung), während man mit nur einem Läufer auch bei schlechtestem Spiel des Gegners unmöglich mattsetzen kann. Läuferendspiele mit ungleichfarbigen Läufern bieten oft bei leichtem Materialnachteil (etwa ein Bauer) Chancen auf ein Remis.

## Sonstiges
- Läufer, die durch eigene Bauern in ihrer Bewegungsfähigkeit eingeschränkt sind – indem diese Bauern auf Feldern der gleichen Farbe wie der Läufer stehen – nennt man schlechte Läufer (umgangssprachlich auch Großbauern).
- Von ungleichfarbigen Läufern spricht man, wenn Weiß nur einen schwarzfeldrigen und Schwarz nur einen weißfeldrigen Läufer besitzt, oder umgekehrt.
- Im Endspiel König, Läufer und Randbauer gegen König spricht man vom falschen Läufer, wenn dieser nicht das Umwandlungsfeld des Bauern überdecken kann.

## Geschichte

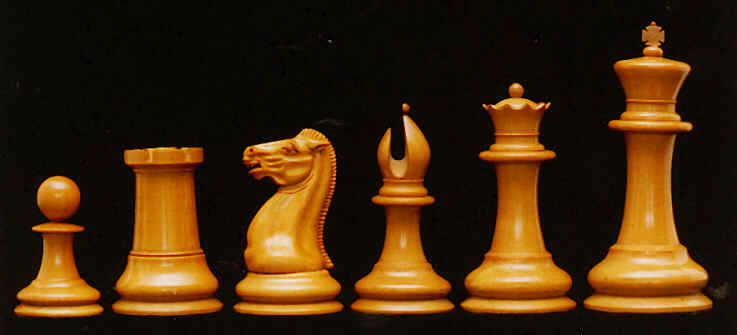
Läufer (3. v.r.) im klassischen Staunton-Design, die Ähnlichkeit zu einer Mitra erkennbar

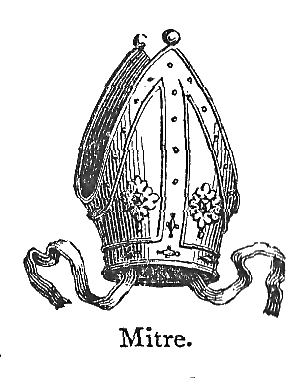
Mitra von 1908

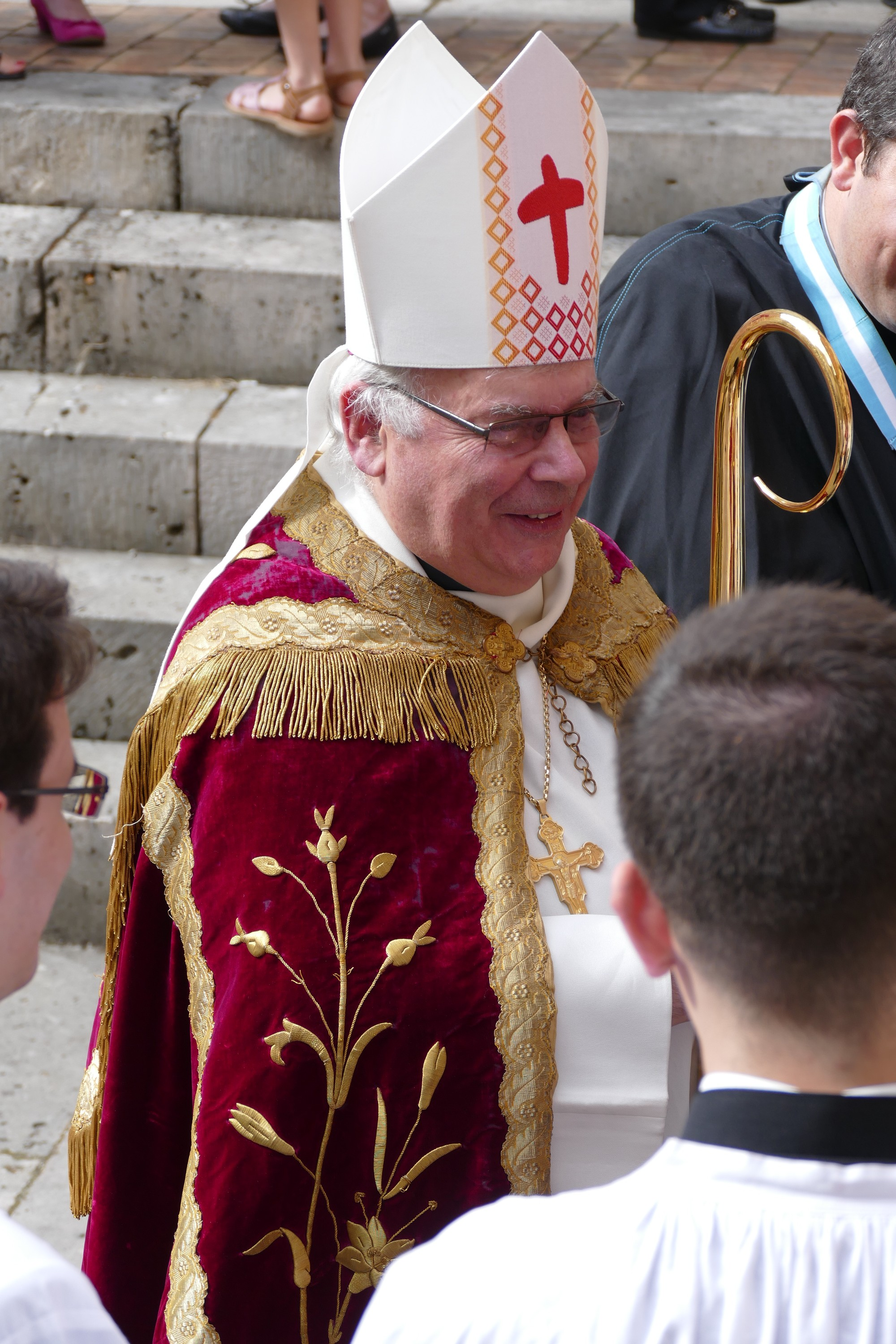
Der Bischof von Agen (Frankreich) mit Mitra, 2015

Unicode: ♗ ♝
Klassische Symbole für Läufer in Schach-Diagrammen

Im Schach der Inder, Perser und Araber gab es den Läufer in seiner heutigen Form noch nicht: An seiner Stelle gab es die Figur des Alfil (arabische Bezeichnung für Elefant) oder Fil (persische Bezeichnung für Elefant). Auf Lateinisch hieß der Alfil meist alphinus. Im Russischen wird der Läufer noch heute als слон (slon) – Elefant bezeichnet, im Italienischen als alfiere.
Der Alfil sprang diagonal ins übernächste Feld, seine Reichweite war damit beschränkt. Diese Zugweise weist eine Parallele zu derjenigen des Springers auf. Dargestellt wurde die Figur durch zwei nach oben ragende symbolisierte Stoßzähne eines Elefanten. Mit der Einführung des Spiels in Europa wurde dies dann umgedeutet: Die Franzosen interpretierten es als Narrenkappe (die französische Bezeichnung „fou“, der Narr, für den Läufer ist eine Entstellung von Fil). In Großbritannien und einigen anderen Gebieten Europas wurde daraus frühzeitig die Form einer Mitra (siehe die Lewis-Schachfiguren). Die englische Bezeichnung des Läufers ist „bishop“.
Ein anderer Vorgänger war der Kurier (von lat. currere ‚laufen‘), eine neuartige Spielfigur, die erstmals nach der langschrittigen Zugweise des Läufers zog. In dem seit ungefähr 1210 erwähnten Kurierschach verfügten beide Seiten neben den Alfil-Figuren über je zwei Kuriere. Bei der Umwandlung des Alfil zum Läufer im Zuge der Spielreform am Ende des 15. Jahrhunderts hat der Kurier vermutlich als Anregung gedient. Dass die deutsche Bezeichnung „Läufer“ auf den Kurier zurückgeht, ist jedenfalls naheliegend. Daneben wurde anscheinend auch in anderen mittelalterlichen Schachvarianten (nachweislich beim Grande Acedrex) mit einer Figur, die dem Läufer entspricht, experimentiert.